# На трёх тёмных улицах
«На трёх тёмных улицах» (англ. Down Three Dark Streets) — фильм нуар режиссёра Арнольда Лейвена, который вышел на экраны в 1954 году.
Сценарий фильма написали Гордон Гордон и Милдред Гордон на основе собственного романа 1953 года «Дело ФБР» (англ. Case File FBI). Фильм рассказывает о трёх расследованиях, которые одновременно проводит в Лос-Анджелесе агент ФБР Джон «Рип» Рипли (Бродерик Кроуфорд), в ходе которых ликвидирует сбежавшего уголовника и убийцу, помогает задержать банду автоворов, а также задерживает жестокого шантажиста, который застрелил полицейского.
Фильм выполнен в полудокументальном стиле, характерном для полицейских драм того времени. Критики оценили фильм как достаточно увлекательный, но неглубокий.

## Сюжет
Вечером на шоссе Невада-Калифорния на автозаправочной станции останавливается автомобиль, за рулём которого сидит Джо Уолпо (Джо Бассетт), бандит, совершивший несколько тяжких преступлений, которого разыскивает ФБР. Когда служащий АЗС узнаёт Уолпо по фотографии в газете и звонит в ФБР, бандит расстреливает его и уезжает. Получив сигнал об убийстве, ФБР в течение часа подключает к поиску убийцы все свои отделения в ближайшем регионе.
В Лос-Анджелесе шеф отделения Фрэнк Пейс (Уильям Джонстоун) передаёт дело начальнику отдела Джону «Рипу» Рипли (Бродерик Кроуфорд), который в свою очередь поручает провести расследование агенту Заку Стюарту (Кеннет Тоби). В тот момент Стюарт уже работает над делом Винса Анджелино (Винс Рейнольдс), простого парня, который попался при перегоне краденного автомобиля в другой штат. ФБР полагает, что Винс является лишь мелкой пешкой в бизнесе, за которым стоит орудующая между штатами банда автоугонщиков. Однако Винс, видимо, опасаясь за свою семью, отказывается давать показания. Вскоре в ФБР поступает звонок от молодой вдовы Кейт Мартел (Рут Роман), которая утверждает, что по телефону ей звонит вымогатель, требуя 10 тысяч долларов, которые она получила по страховке недавно погибшего в автокатастрофе мужа. Если она не отдаст эти деньги, вымогатель угрожает жизни её маленькой дочери. Это дело также поручают Стюарту, который на следующее утро приезжает для беседы с Кейт в универмаг «Орбах» (англ. Orbach's), где та работает закупщиком модной одежды. Кейт заявляет, что по голосу она не сможет опознать вымогателя, так как голос был намеренно искажён. Стюарт просит Кейт составить список всех своих родственников, коллег и знакомых, а также устанавливает за её домом постоянное визуальное наблюдение, фотографируя всех входящих и выходящих, а также ведёт запись её телефонных звонков.
Вскоре Стюарту поручают заняться также делом Бренды Роллис (Сьюзен Александер), которая в большом волнении позвонила в ФБР с просьбой о встрече у неё дома в 11 часов вечера. Джон решает подстраховать Стюарта, и отправляется к Бренде вместе с ним. Женщина открывает агентам дверь, но когда она отказывается пустить их внутрь, они догадываются, что в доме есть кто-то, кто ей угрожает. Стюарт отправляется вокруг дома, чтобы перекрыть задний выход, и в этот момент из кустов в него кто-то стреляет, убивая на месте. На допросе Бренда от страха не может сказать ничего вразумительного, и её отпускают, устанавливая круглосуточное наблюдение. Расследование убийства Стюарта поручают местной полиции, которая работает в тесном контакте с ФБР. Шеф отделения ФБР Пейс понимает, что убийство Стюарта связано с одним из дел, которые он вёл, и поручает Джону взять на себя все три дела Стюарта, раскрыв которые он найдёт и убийцу их коллеги. Джон и его напарник Грег Баркер (Харлан Уорд) первым делом направляются к Конни Андерсон (Марта Хайер), сексуально привлекательной подружке Уолпо, которой он делал дорогие подарки и оставил её адрес на случай своего попадания в больницу. Однако Конни заявляет, что ничего не знает о местонахождении Уолпо и никогда не слышала о Бренде Роллис. Затем агенты навещают Джули Анджелино (Мариза Паван), слепую жену Винса, которая не верит в то, что её муж мог быть связан с преступниками. По словам Джули, Винс лишь согласился за 50 долларов перегнать машину в Лас-Вегас, но кто его просил об этом, она не знает.
Затем Джон направляется на встречу с Кейт, прося её повторить всё то, что она рассказывала Стюарту. Во время их разговора в летнем кафе к ним подходит агент по недвижимости Дейв Миллсон (Макс Шоуолтер), который познакомился с Кейт уже после гибели её мужа, представившись его другом. Тем временем Бренда вышла из дома, и, обманув, полицейскую слежку, скрылась в неизвестном направлении. Взволнованная Кейт приезжает домой, где живёт с дядей Максом (Джей Адлер), который потихоньку проигрывает её деньги на скачках и любит зайти в её комнату в тот момент, когда она переодевается. Дома её встречает также домохозяйка миссис Даунс (Майра Марш). Вскоре появляется Дейв, который напоминает Кейт о том, что у них сегодня свидание. Когда Кейт отказывается, ссылаясь на плохое настроение, Дейв хватает и целует её, после чего Кейт холодно отстраняется и просит его уйти.
Вскоре в баке для пищевых отходов около ресторана обнаруживают тело убитой Бренды Роллис. ФБР быстро устанавливает, что её застрелили из того же оружия, что и Стюарта. Получив подтверждение того, что Конни по-прежнему связана с Уолпо, Джон решает пойти на хитрость. Он приходит к ней домой, рассказывая, что Уолпо завёл себе другую подружку, и в доказательство даёт прослушать ей запись их разговора. Разъярённая Конни выпроваживает агентов, а некоторое время спустя сама выходит из дома, приезжает на станцию, и на поезде едет в Глендейл, где в одном из неприметных домов скрывается Уолпо. Они обнимаются и целуются, однако Уолпо опасается, что Конни могла привести с собой хвост. Когда он слышит шум на улице, то берёт оружие и выходит через заднюю дверь во двор, где его поджидают Джон и Баркер. Когда Уолпо начинает стрелять, Джон убивает его. Некоторое время спустя приходит информация о том, что Уолпо не убивал Стюарта, так как в ту ночь находился в Лас-Вегасе.
Кейт снова звонит вымогатель, требуя, чтобы она в 12 часов ночи привезла 10 тысяч долларов мелкими купюрами на кладбище, оставив ребёнка в машине. По рекомендации Джона Кейт берёт на работе манекен ребёнка, закутывая его в одеяло, и направляется на кладбище. Она ждёт в условленном месте, однако вымогатель так и не появляется. Джон объясняет Кейт, что это очередная мера запугивания с его стороны. Тем временем домой к Джули приходит громила, который требует, чтобы она ничего не рассказывала ФБР, запугивая и избивая её. После его ухода Джули связывается с Джоном, и несмотря на слепоту, даёт подробное описание нападавшего, отмечая, что во время драки нащупала у него на лице шрам, а также прибитые уши, на основании чего заключила, что в прошлом он мог быть боксёром. Джон и Баркер обходят боксёрские клубы города, находя в одном из них информацию на бывшего боксёра по имени Матти Павелич (Клод Акинс), который точно соответствует описанию Джули. Когда Джон доставляет Павелича в участок и показывают Винсу, сообщая, что тот жестоко избил его жену, Винс бросается на Павелича с кулаками. Затем, немного успокоившись, Винс рассказывает всё, что ему известно о банде автоугонщиков. Проверка однако показывает, что Павелич не мог убить Стюарта, так как в тот день продавал угнанные машины в Аризоне. Вскоре из Аризоны приходит сообщение о том, что там задержали всю банду автоугонщиков, а счастливый Винс, которого отпускают на свободу, обнимает Джули.
Таким образом остаётся нераскрытым лишь дело о вымогательстве, по которому у Джона есть несколько подозреваемых, включая Дейва, Макса, и чрезмерно любопытного и подозрительного соседа Кейт по имени Алекс. ФБР продолжает круглосуточно следить за Кейт и её домом. Вскоре во время празднования дня рождения дочери Кейт агенты ФБР незаметно снимают отпечатки со всех бокалов, которыми пользовались гости, устанавливая, что один из них под разными именами совершил целую серию преступлении в разных штатах. Вскоре Кейт снова звонит вымогатель, и, угрожая здоровьем дочери, требует немедленно доставить деньги в условленное место, не сообщая об этом ФБР. Кейт немедленно выходит из дома, снимает в банке деньги и едет на встречу. Банк немедленно передаёт о снятии денег Джону, который мчится к Кейт домой, выясняя у домохозяйки, в каком направлении она поехала. В условленном месте Кейт находит записку с требованием оставить деньги у основания буквы «W» рекламного знака «HOLLYWOOD» на Голливудских холмах. Джон вместе с Баркером нагоняют Кейт и незаметно следуют за ней. Когда она выходит из машины и подходит к букве W, то неожиданно спотыкается, падает и роняет сумку, из которой разлетаются деньги. Не выдержав этого, вымогатель, которым оказывается Дейв Миллсон, выбегает из укрытия и судорожно начинает собирать деньги. Он говорит Кейт, что никогда не знал её мужа и только выдавал себя за его друга, узнав о его гибели и о страховке из газет. Он рассказывает, что убил Роллис, которой было известно о его планах, а также Стюарта. Когда появляются агенты ФБР, Дейв хватает Кейт в качестве заложницы и пытается бежать, однако, испугавшись предупредительного выстрела Джона в воздух, отпускает женщину. Он садится в машину и пытается оторваться от преследования, однако все дороги уже перекрыты, и его останавливают на ближайшем полицейском блокпосту. Кейт благодарит Джона, и, проводив её домой, он замечает, что иногда детективу удаётся встретить и хороших людей.

## В ролях
- Бродерик Кроуфорд — агент ФБР Джон Рипли
- Рут Роман — Кейт Мартелл
- Марта Хайер — Конни Андерсон
- Мариза Паван — Джули Анджелино
- Макс Шоуолтер — Дейв Милсон (как Кейси Адамс)
- Кеннет Тоби — Зак Стюарт
- Джин Рейнольдс — Винс Анджелино
- Уильям Джонстоун — Фрэнк Пейс
- Харлан Уорд — Грег Баркер
- Джей Адлер — дядя Макс
- Клод Акинс — Матти Павелич

В титрах не указаны
- Гарри Кординг — мужчина, получающий обтирание
- Стаффорд Репп — боксёрский менеджер
- Билл Вудсон — рассказчик за кадром • профессор Уилсон

## Создатели фильма и исполнители главных ролей
В основу фильма был положен роман 1953 года «Дело: ФБР» (англ.  Case File: FBI), который написала супружеская пара в составе бывшего сотрудника ФБР Гордона Гордона и его жены Милдред Гордон. В общей сложности Гордоны написали 19 книг, главным образом детективов и криминальных историй. Их самой популярной книгой, вероятно, была «Кот под прикрытием» (англ.  Undercover Cat), которая легла в основу диснеевского фильма «Этот чёртов кот» (1965). Гордоны написали несколько романов об агенте ФБР Джоне «Рипа» Рипли, два из которых были экранизированы. Вслед за этим фильмом в 1962 году вышел более сильный триллер Блейка Эдвардса «Эксперимент ужаса», где роль Рипли сыграл Гленн Форд.
Как написал историк кино Джон Миллер, это был третий фильм режиссёра Арнольда Лейвена, который начал голливудскую карьеру в сценарном отделе в 1948 году. Позднее Лейвен поставил несколько достойных фильмов, среди них нуаровый триллер «Убийство на Десятой авеню» (1957) и один из лучших научно-фантастических фильмов 1950-х годов «Монстр, который бросил вызов миру» (1957). Начиная с 1960 года и до конца своей карьеры в 1985 году Лейвен работал практически исключительно в телесериалах, поставив многочисленные эпизоды таких вестернов и детективов, как «Стрелок» (1958—1963), «Мэнникс» (1972—1974), «Досье детектива Рокфорда» (1978) и «Команда А» (1983—1985).
По словам Миллера, Бродерик Кроуфорд был одной из немногих кинозвёзд начала 1950-х годов, который легко переходил с ролей на телевидении (в таких антологиях, как «Театр четырёх звёзд», «Видеотеатр „Люкс“» и "Театр звёзд «Шлитц») к престижным ролям на большом экране. Через год после появления в этом фильме и у Фритца Ланга в «Человеческом желании» в 1954 году, Кроуфорд начал продолжительную работу в телесериале «Дорожный патруль» (1955—1959), при этом продолжая играть в полнометражном кино.

## История создания фильма
Рабочим названием фильма было «Дело: ФБР» (англ.  Case File: FBI).
Сценарий фильма был направлен на утверждение директору ФБР Дж. Эдгару Гуверу, который в своём ответе в адрес Американской ассоциации кинокомпаний высказал свои замечания и возражения. Более всего он возражал против демонстрации системы прослушивания, назвав сценарий «планом преступления для вымогателей. Вы не только вскрываете действия преступников, но также вскрываете и контрмеры, которые предпринимает ФБР… которые показаны таким образом, чтобы будущему вымогателю было бы легче избежать ареста». Продюсеры обещали учесть возражения Гувера. Характер произведённых изменений не известен, однако название картины после этого было изменено с «Дело: ФБР» на нынешнее.
Финальная сцена фильма снималась около знака Голливуда, ныне знаменитых больших букв, которые были установлены на горе Ли над Голливудом, чтобы рекламировать программу жилищного строительства в каньоне Бичвуд (англ. Beachwood Canyon) в Голливуде.
Фильм начинается с величественной музыки и высокопарного уважительного обращения к людям ФБР. Как выражается грохочущий голос закадрового рассказчика: «ФБР — это буквы, которые выражают внутреннюю безопасность нации. За этими дверями наши стражи. В их распоряжении находятся самые передовые научные достижения, которые только известны человеку. Но часто ещё важнее, чем наука, это ум и изобретательность каждого отдельного агента ФБР».

## Оценка фильма критикой

### Общая оценка фильма
Современный историк кино Деннис Шварц назвал картину «рутинным, но грамотно сделанным криминальным фильмом категории В». По его мнению, фильм является вариацией на тему сериала «Облава» (1951—1959), «так как снят в том же живом документальном стиле, и его действие также происходит в Лос-Анджелесе. Фильм пытается передать ощущение того, как ФБР выслеживает подозреваемых, но предлагает не более, чем хорошее зрелище».
В статье в «Энциклопедии нуара» отмечено, что фильм сделан «в том же стиле документальной драмы, что и „Обнажённый город“ (1948) и его многочисленные имитации. В нём много закадрового повествования, которое ведётся твёрдым голосом, и подразумевается, что это не вымысел, а реальная история».
По мнению Миллера, несмотря на своё нуаровое название, «это далеко не мрачная мелодрама с морально неоднозначными главными героями, а незамысловатая полицейская драма в документальном стиле в духе популярного в то время телесериала Джека Уэбба „Облава“».

### Оценка работы режиссёра и творческой группы
Шварц полагает, что истории, которую написала «команда в составе мужа и жены Гордонов, не хватает загадочности». Миллер же отмечает, что супруги Гордоны вместе со сценаристом Бернардом С. Шонфельдом «мастерски управляют переплетающимися расследованиями в фильме».

### Оценка актёрской игры
Хэл Эриксон отмечает игру Бродерика Кроуфорда в роли «серьёзного и делового агента ФБР», а среди трёх исполнительниц главных женских ролей — Марты Хайер, Рут Роман и Маризы Паван — выделяет Паван, которая «выдаёт самую увлекательную игру в качестве слепой свидетельницы». По мнению Шварца, «блестящая игра Кроуфорда и Роман подняла этот фильм на уровень выше».